# Madonna dell'eucaristia
La Madonna dell'eucaristia (Madonna con il Bambino e un angelo) è un dipinto a tempera su tavola di (85x64,5 cm) di Sandro Botticelli, databile al 1470-1472 e conservato nell'Isabella Stewart Gardner Museum di Boston.

## Descrizione
Sullo sfondo di un'alta transenna aperta ariosamente verso il paesaggio, Maria tiene in braccio il Bambino, che è amorevolmente guardato da un angelo. Il nome della tavola deriva dal cesto che l'angelo porge alla Madonna, contenente le spighe e l'uva, riferimento simbolico all'eucaristia e all'incarnazione umana di Dio.

## Stile
L'opera, riferibile alla fase giovanile dell'artista, mostra l'influenza di Filippo Lippi nell'impostazione della struttura, ma le forme appaiono ormai più dolcemente fuse, con atteggiamenti più complessi delle opere del maestro di Botticelli. Il Bambino, allungato sul grembo materno, benedice con una posa molto più esplicita e complessa delle opere del primo Quattrocento e il chiaroscuro crea ampie zone d'ombra nel suo volto che danno effetti scultorei, con un cromatismo acceso derivato dall'esempio di Antonio del Pollaiolo.
Il paesaggio inquadrato deriva dall'arte fiamminga, filtrata dall'esempio di Lippi e di altri fiorentini.